# Русава (річка)
Русава — річка в Україні, у межах Томашпільського і Ямпільського районів Вінницької області. Ліва притока Дністра (басейн Чорного моря).

## Опис
Довжина річки 78 км, площа басейну 991 км². Долина V-подібна, завширшки від 0,5 до 2,1 км, схили помірно круті, на окремих ділянках терасовані. Заплава двобічна, її пересічна ширина 300 м. Річище звивисте, на окремих ділянках обваловане; ширина його до 30 м. Похил річки 2,9 м/км. 

## Розташування
Русава  бере початок на північній околиці с. Олександрівки. Тече в межах Подільської височини переважно на південь (місцями на південний захід і захід). Впадає до Дністра на південній околиці міста Ямполя. 

## Притоки
- Річка без назви - права притока. Бере  початок на південному сході від Рожнятівки. Тече на південний схід і у Антонівці впадає у Росаву за 52 км від її гирала. Довжина річки 6 км, площа басейну - 16,5 км². Річку перетинає автомобільна дорога Т 0220.
- Коритна - права притока;
- Томашпілька - ліва притока.

## Світлини

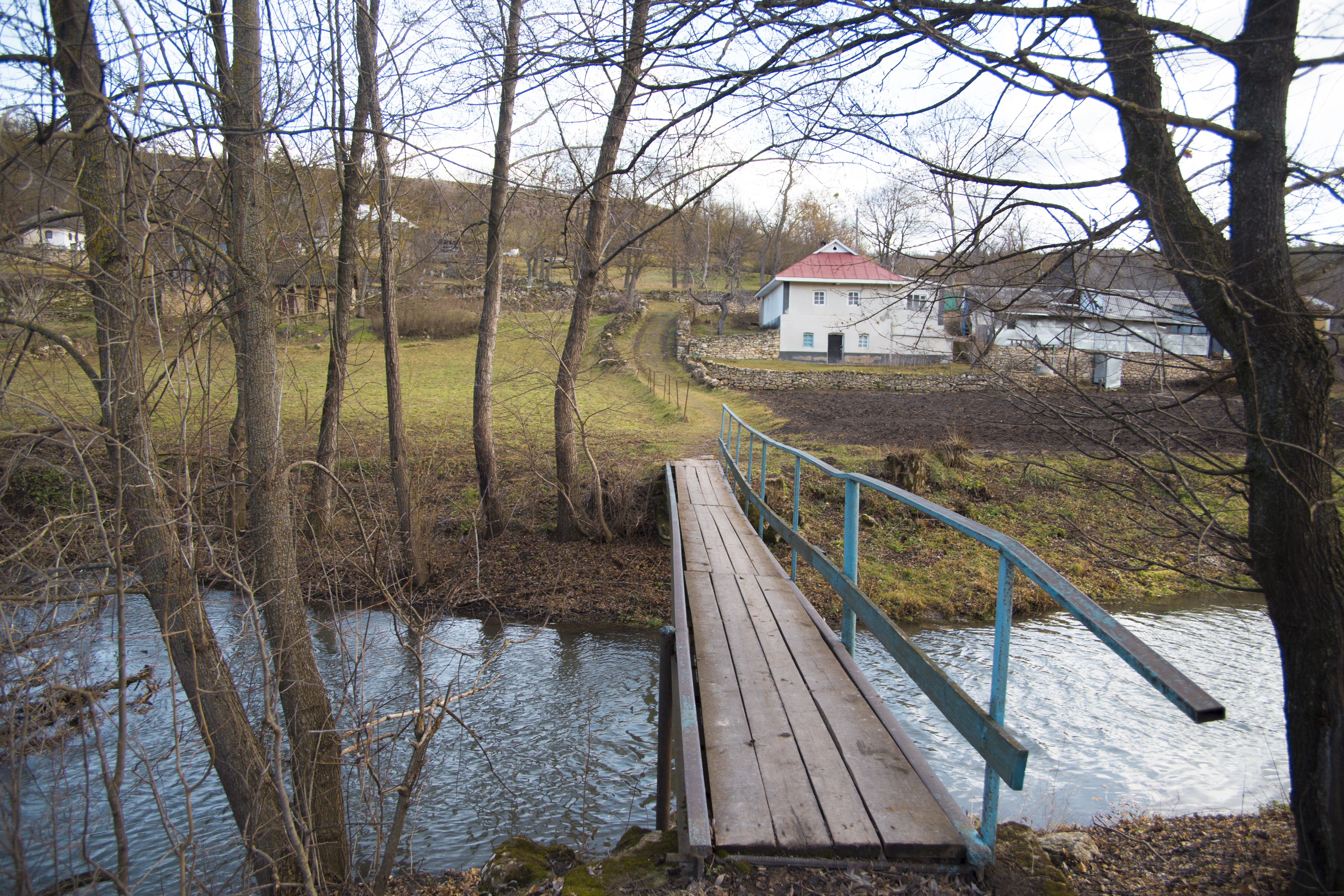
Міст через річку
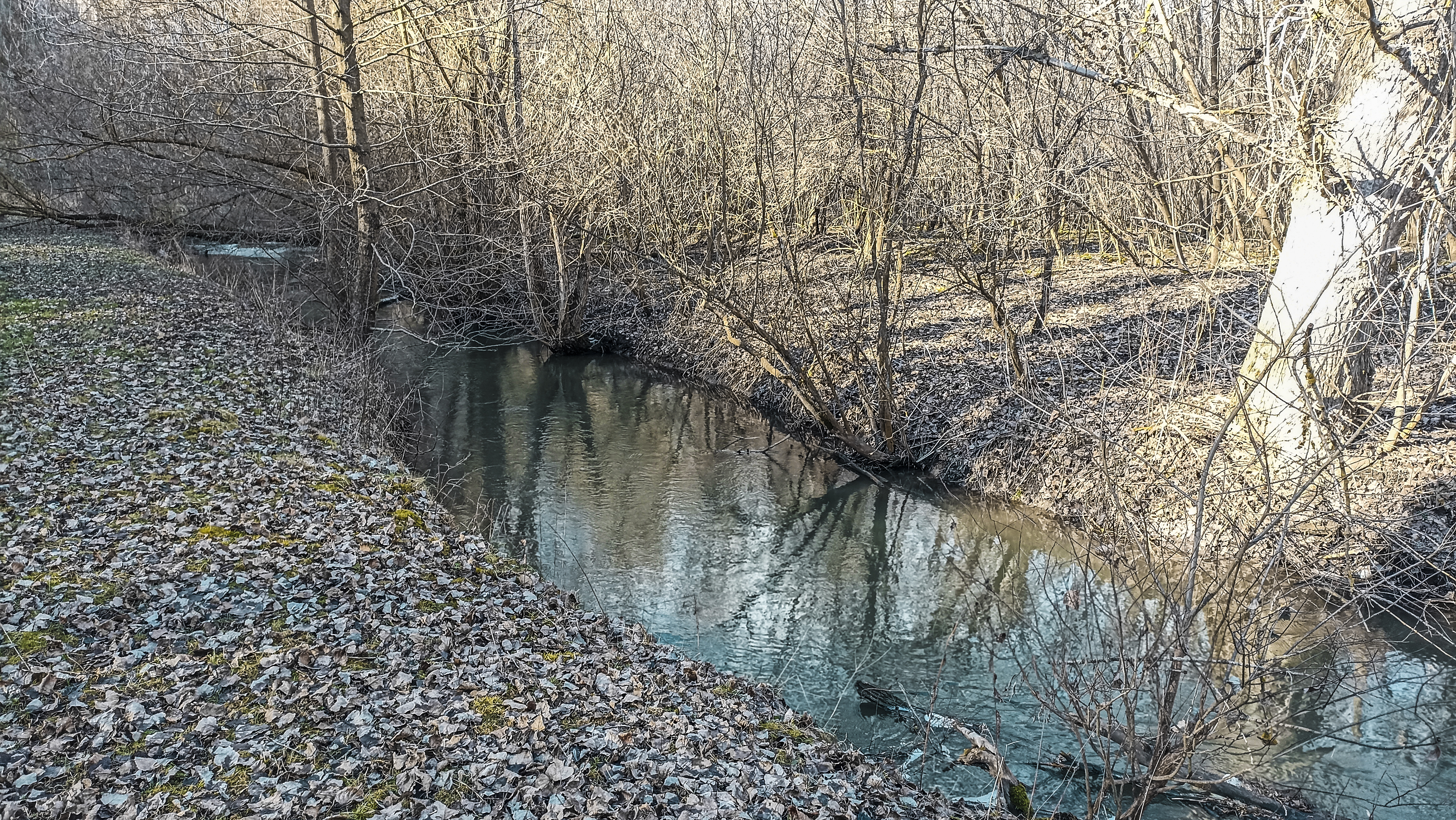
На березі річки
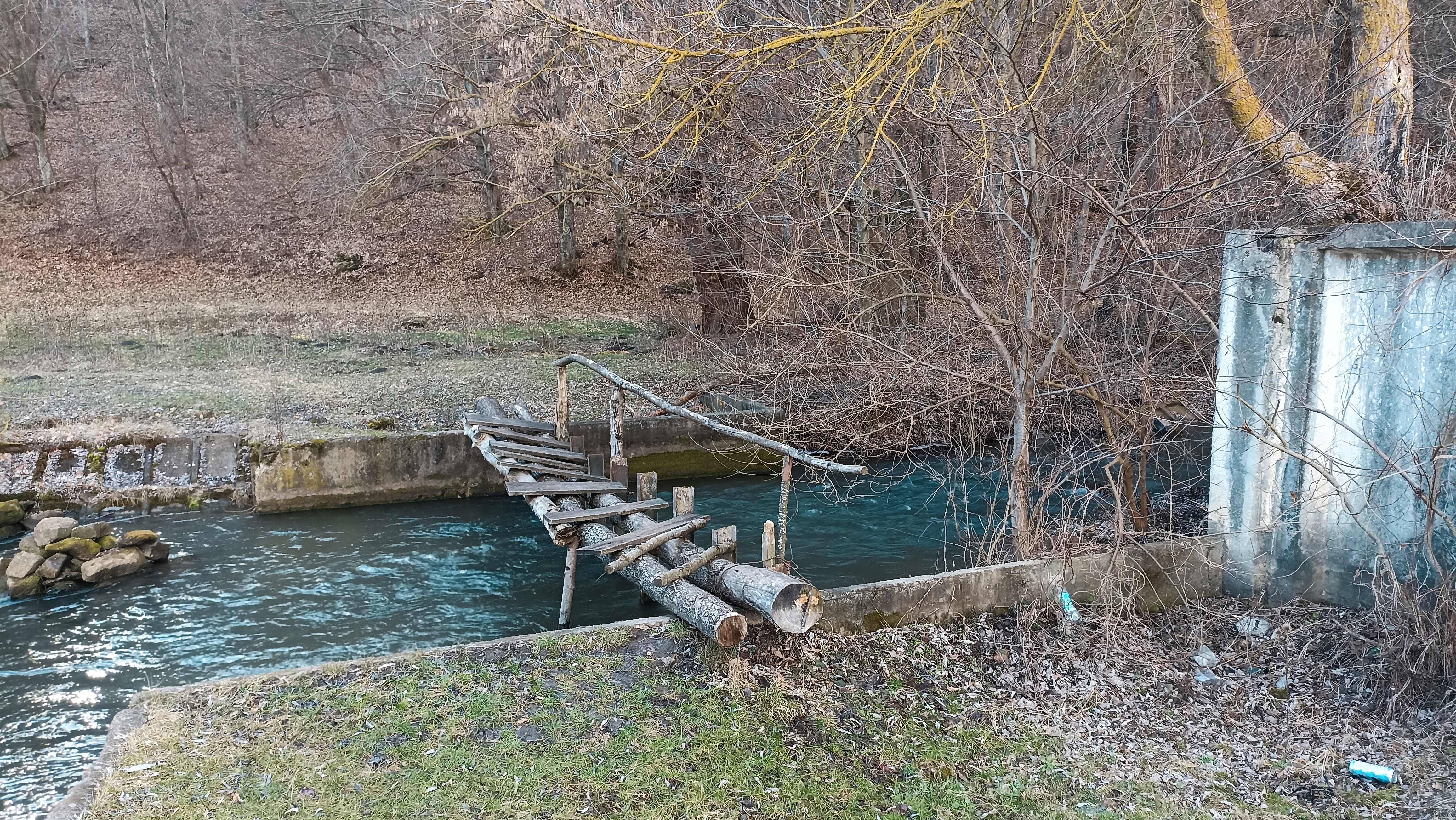
Дерев'яний місток через річку біля млина
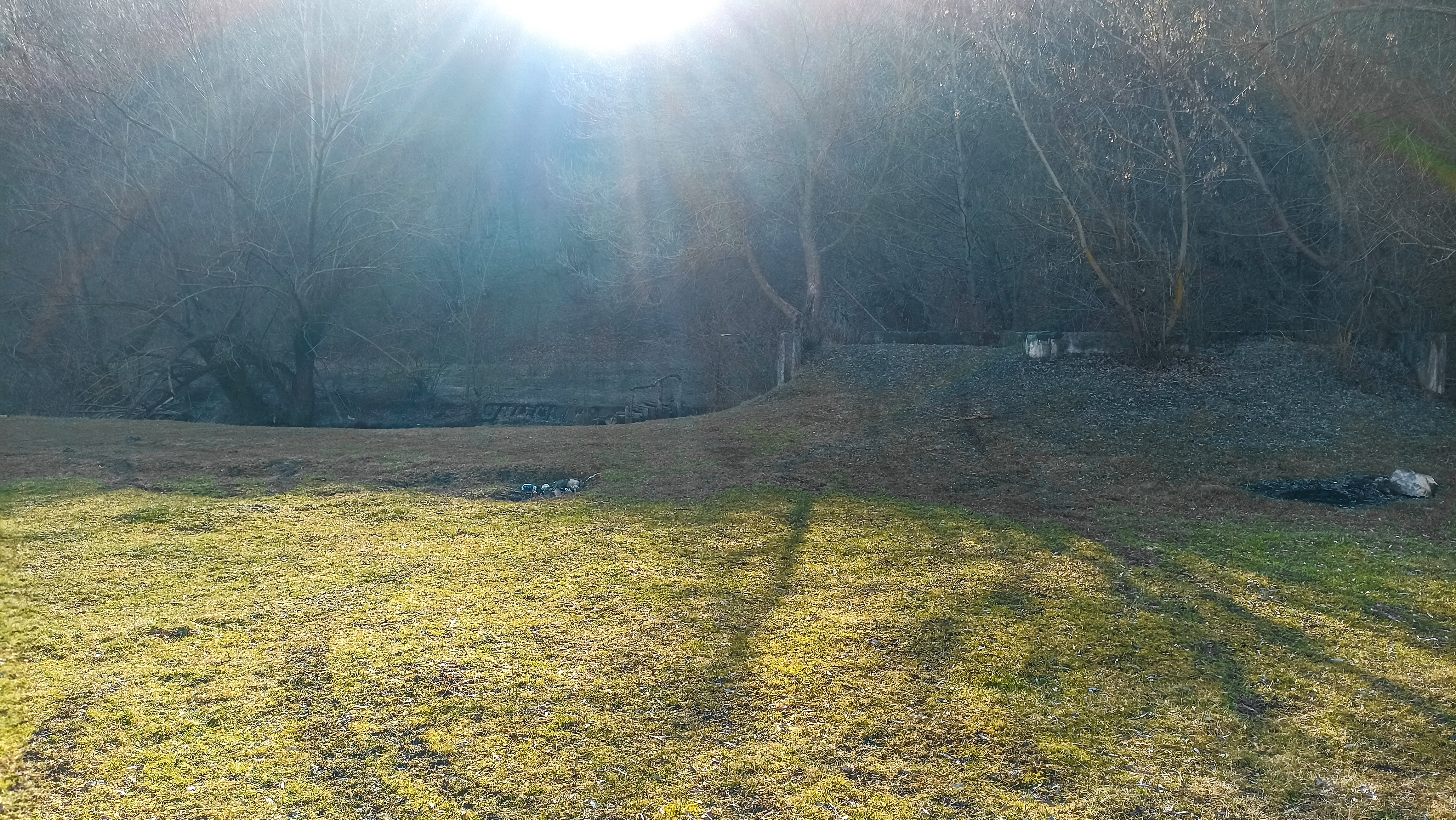
Біля млина
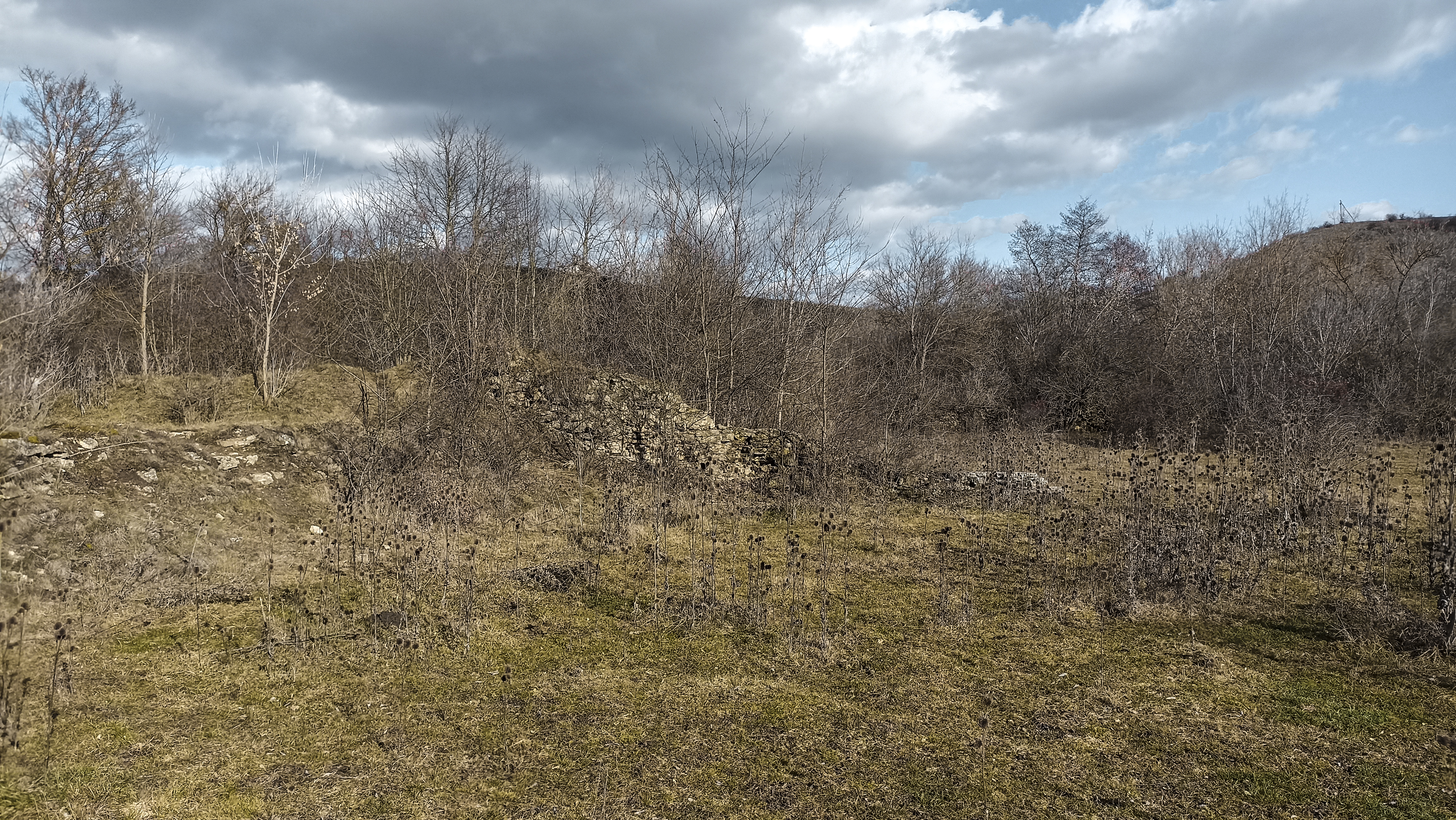
Гребля
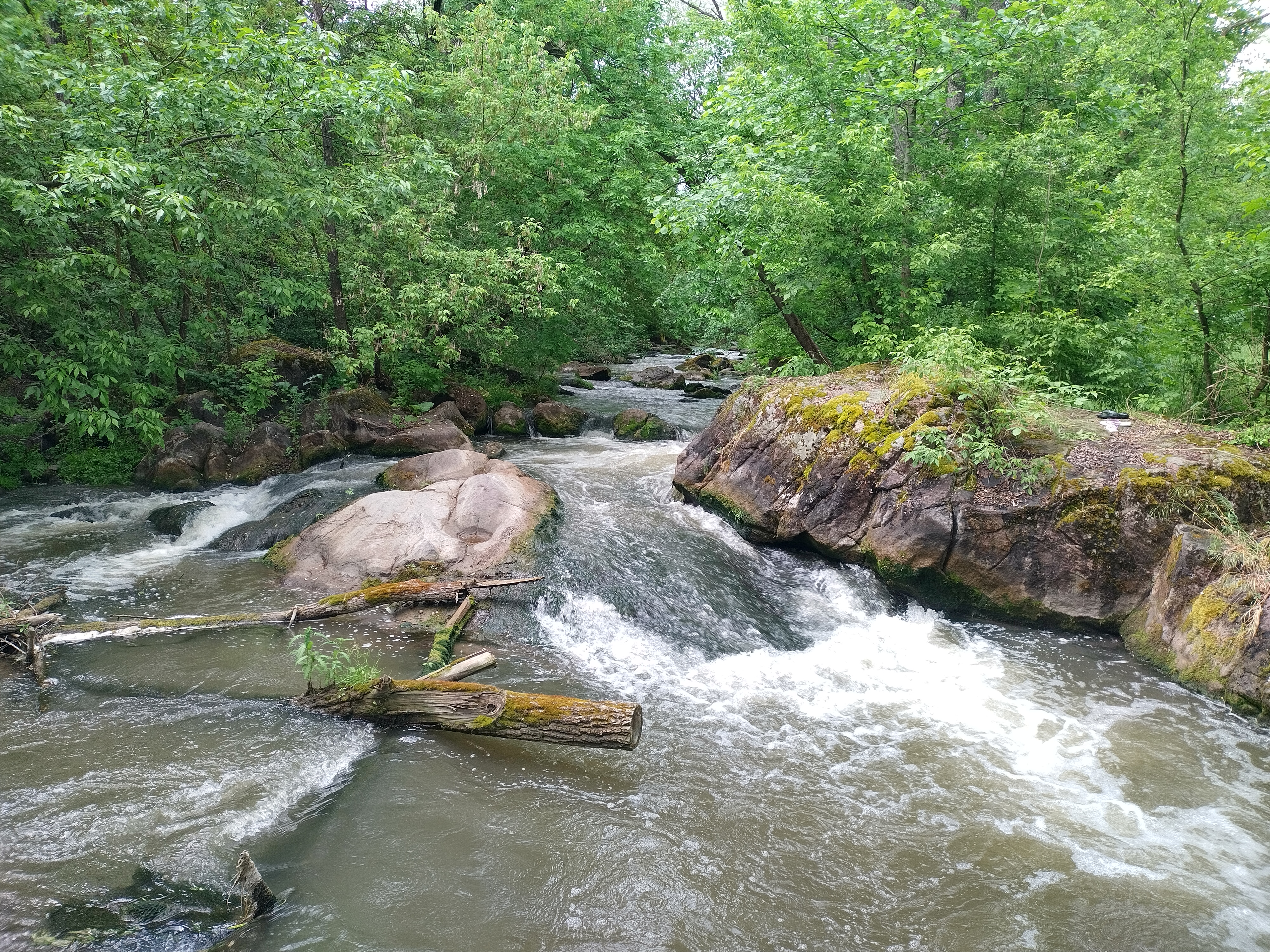
Шуми
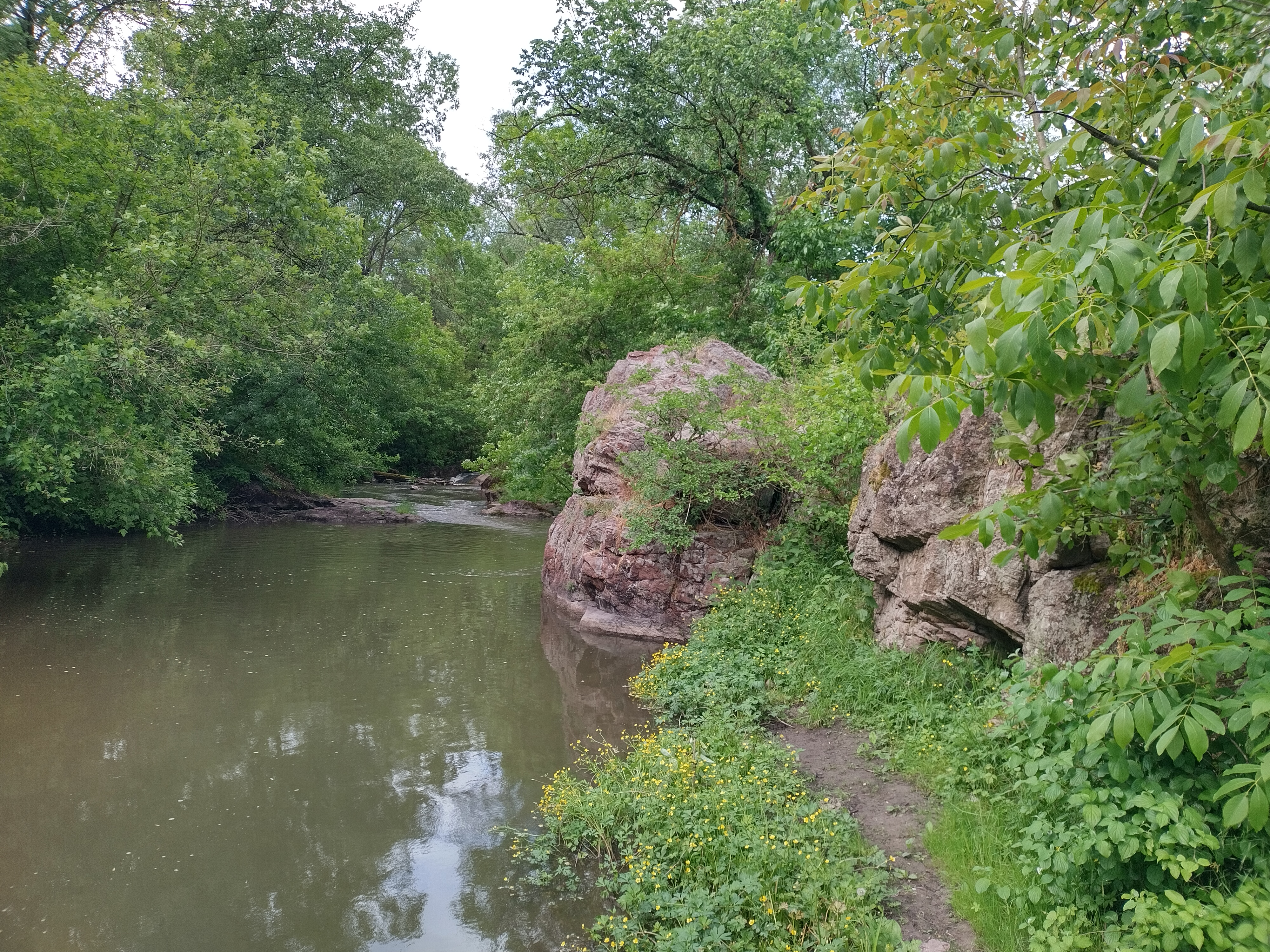
Скелі Вир